# Wahlen bei Laufen
Wahlen bei Laufen es una comuna suiza del cantón de Basilea-Campiña, capital del distrito de Laufen. Limita al noreste con las comunas de Brislach y Breitenbach (SO), al este con Büsserach (SO), al sur con Grindel (SO), al suroeste con Bärschwil (SO), y al oeste con Laufen.

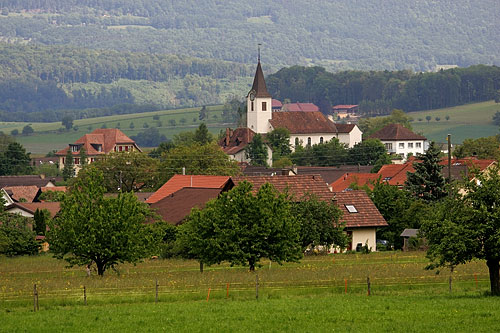
Vista de Wahlen.